# Johann Zahlbruckner

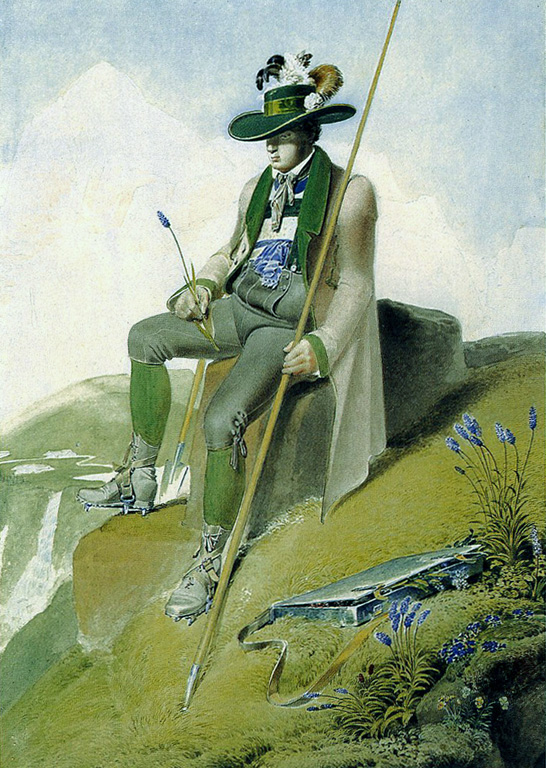
Johann Zahlbruckner.

Johann Baptist Zahlbruckner, född den 15 februari 1782 i Wien, död den 2 april 1851 i Graz, var en österrikisk botaniker. Auktorsnamnet J.Zahlbr. kan användas för Johann Zahlbruckner i samband med ett vetenskapligt namn inom botaniken; se Wikipediaartiklar som länkar till auktorsnamnet.
Zahlbruckner studerade nationalekonomi och naturvetenskaper i Wien. År 1808 fick han uppdraget av ärkehertig Johan att ordna dennes naturhistoriska samling, vilken senare lade grunden till Landsmuseet Joanneum i Steiermark. Zahlbruckner fortsatte att vara ärkehertigens medarbetare på olika poster, från 1818 var han dennes privatsekreterare. Zahlbruckner var ärkehertig Johans ständige ledsagare på dennes resor i Alpländerna.